# Psammobatis normani
Psammobatis normani (лат.) — вид хрящевых рыб рода семейства Arhynchobatidae отряда скатообразных. Обитают в субтропических водах юго-западной части Атлантического океана и в юго-восточной части Тихого океана. Встречаются на глубине до 358 м. Их крупные, уплощённые грудные плавники образуют округлый диск со треугольным рылом. Максимальная зарегистрированная длина 53,7 см. Яйцекладущий вид. Не являются объектом целевого промысла.

## Таксономия
Впервые новый вид был научно описан в 1983 году. Голотип представляет собой самца длиной 36,3 см, пойманного в водах Аргентины (51°01′ ю. ш. 58°54′ з. д.) на глубине 81 м. Вид назван в честь Р. Нормана (1898—1944) из Британского музея, впервые описавшего в 1937 году ската  Psammobatis scobina, с которым часто путают Psammobatis normani (отличаются морфологией птеригоподий).

## Ареал
Эти скаты обитают в водах Аргентины и Чили. У побережья Аргентины они встречаются на континентальном шельфе на глубине 70—145 м, а у берегов Чили на материковом склоне на глубине до 358 м.

## Описание
Широкие и плоские грудные плавники этих скатов образуют ромбический диск с широким треугольным рылом и закруглёнными краями. На вентральной стороне диска расположены 5 жаберных щелей, ноздри и рот. Хвост длиннее диска. На хвосте имеются латеральные складки. У этих скатов 2 редуцированных спинных плавника и редуцированный хвостовой плавник. Максимальная зарегистрированная длина 53,7 см.

## Биология
Эти скаты откладывают яйца, заключённые в роговую капсулу с «рожками» по углам.

## Взаимодействие с человеком
Эти скаты не являются объектом целевого лова. Попадаются в качестве прилова в ходе промысла мерлузы и чёрного конгрио. Данных для оценки Международным союзом охраны природы охранного статуса вида недостаточно.